# Planet x
|  | Spekulativ artikel Bemærk at denne artikel er præget af spekulationer og bør omskrives, så fakta er understøttet af verificerbare kilder. |

Planet X (eller Planet 9[kilde mangler]) er en hypotetisk planet i vores solsystem. Indtil videre er der kun matematiske indikationer,[kilde mangler] der understøtter dens eksistens. Planeten vil, hvis den eksisterer, tilsyneladende være på størrelse med Neptun, men vil rotere rundt om solen 20 gange længere væk end Neptun. Det betyder, at det nok tager Planet X 10-20.000 år at opnå en fuld rotation rundt om solen (i modsætning til Neptun, som har en omløbstid på 165 år). Det siges, at planeten kunne have en masse 10 gange større end jordens.[kilde mangler]

## Forskningen
Astronomerne Konstantin Batygin og Mike Brown annoncerede i januar 2015 at en ny undersøgelse havde evidens for at der findes en kæmpe stor planet, som følger et usædvanligt kredsløb i den ydre del af vores solsystem. Forudsigelsen er udelukkende bygget på matematiske beregninger og computer simulationer, og ikke direkte observationer. Denne kæmpe planet, kunne være forklaringen på mindst 5 andre objekters kredsløb i Kuiperbæltet. Selvom der findes matematiske beviser, betyder det ikke at der er observeret en ny planet i vores solsystem. Eksistensen er indtil videre kun teoretisk, og man leder stadig efter den. Men størrelsen på planeten, mener man, understøtter dens eksistens ret godt. 
Brown fortæller at; "Det er næsten som at have seks visere på et ur, der alle bevæger sig med forskellige hastigheder, og når du tilfældigvis kigger op, er de alle på nøjagtig det samme sted". Sandsynligheden for at det sker, er noget i retning af 1 ud af 100, uddyber han. "Men oven i købet er graderne på de seks objekter også ens – og peger omkring 30 grader nedad i samme retning i forhold til de otte kendte planeters. Sandsynligheden for, at det sker, er omkring 0,007 procent. Dybest set burde det ikke ske tilfældigt," siger Brown.
Astronomer inkl. Batygin og Brown, vil nu udforske planetens eksistens yderligere, ved at benytte sig af verdens mest kraftfulde teleskoper. Selvom planeten befinder sig så langt væk, mener astronomer at det stadig vil være muligt at finde den, uden at skulle opfinde endnu kraftigere teleskoper. 

## Kuiperbæltet
Astronomer der forsker indenfor Kuiperbæltet, har observeret nogle dværgplaneter (og andre objekter), der plejer at følge kredsløb der flokkes. Ved at anlysere disse kredsløb, er man nået frem til at der må være en større planet der gemmer sig. Gravitationen fra denne planet forklarer disse usædvanlige kredsløb.